# Грб Сплитско-далматинске жупаније
Грб Сплитско-далматинске жупаније је званични грб хрватске територијалне јединице, Сплитско-далматинска жупанија.

## Опис грба
Грб Сплитско-далматинске жупаније је француски штит са плавом бојом штита на којем се налази златна Звонимирова круна. Изглед круне је заснован на приказу круне на глави хрватског краља на старохрватском рељефу на крстионици из 11. века. Та се крстионица налази у Катедрали Светог Дује у Сплиту, а верује се да фигура представља краља Дмитра Звонимира који је владао до 1075. године, те за време своје владавине преотео Далмацију од Млечана и устоличио седиште у Книну.
Слична круна налази се и на грбу Шибенско-книнске жупаније.